# 姜陽貌
姜 陽貌（姜 陽模、カン・ヤンモ、朝鮮語: 강양모、1944年9月1日 - ）は、朝鮮民主主義人民共和国の政治家。朝鮮労働党中央委員会委員。南浦市党委員会委員長などを歴任した。

## 経歴
1944年に日本統治下の咸鏡南道で生まれた。1991年に慈江道長江郡の党委員会責任書記に任命された。2009年12月に南浦市党委員会責任書記に任命され、2010年9月28日に開催された朝鮮労働党第3回党代表者会で、朝鮮労働党中央委員会委員に選出された。2011年に金正日総書記が死去した際には、国家葬儀委員会委員に選ばれた。2014年3月に最高人民会議第13期代議員に選任され、2016年5月9日に開催された朝鮮労働党第7次大会で党中央委員会委員に再選された。2019年4月10日に開催された党中央委員会第7期第4回総会で、南浦市党委員会委員長を解任された。